# Notte de chelu
Notte de chelu (nota anche con il titolo Es nadu su Bambinu) è una delle canzoni natalizie in lingua sarda più conosciute. Il brano è tratto dalle Cantones de Nadale (Canzoni di Natale), che il poeta Pietro Casu aveva composto, nel dicembre del 1927, in occasione della novena di Natale, che furono presentate per la prima volta a Berchidda da una piccola orchestra e da un coro. Le cantones furono musicate dal sacerdote ozierese Agostino Sanna (1902-1982) che era stato organista e direttore della «Schola cantorum» nella Facoltà di teologia di Sassari.
Nel 1967 il gesuita Paolo Gamba aveva fatto una trascrizione corale. 

## Storia
Benché fino al Concilio Vaticano II fosse prevista la celebrazione della novena di Natale in latino, il parroco di Berchidda aveva scritto i testi in logudorese, già nel 1927 quando, con la collaborazione del musicista Agostino Sanna, compose nove canti specifici per la preparazione al Natale, uno per ciascun giorno della novena. I canti sono ormai noti e fanno arte della tradizione natalizia in tutta la Sardegna, questi sono: Acculzu a Betlemme, Andhemus a sa grutta, A sos primos rigores, Candh’ est nadu Gesus, Duos isposos a s’iscurigada, Glòria: it’est custa armonia?, In sa notte profundha, Naschid’est in sa cabanna e Notte de chelu.

## Testo
Notte de chelu est custa, dogni sinu

de allegria si sentit bundare,

ca in sa grutta est nadu su Bambinu

dae s'inferru pro nos liberare.

"Est nadu, est nadu, est nadu su Bambinu.

Enide, enide tottus a l'ammirare,

enide a l'adorare,

enide a l'adorare, a l'amare."

(rit.)
Iss'hat lassadu su chelu lughente

e bennid'est a sa grutta a penare,

che fizigheddu de povera zente

e fit su fizzu de su Re divinu.

Est nadu, est nadu... (rit.)
Subra sa paza l'hant acollocadu

ca non b'aiat locu a reposare,

ma sos Anghelos l'hant acoltegiadu

tra sas istellas fatendhe caminu.

Est nadu, est nadu...(rit.)

Pustis sunt sos pastores acudidos

che poveritos a lu saludare

e tra lughe de chelu si sunt bidos

e tottus hant bid'oro in su terrinu.

Est nadu, est nadu...(rit.)
Pannos no hat sa Mama a lu estire,

ma sa lughe l'hat chelfid'ammantare:

no hat prendhas né oro a si frunire,

m'hat tott'astros e mundhu in destinu.

Est nadu, est nadu...(rit.)

## Interpreti
- Anna Loddo nel suo album A Unu Frade Sorridente, 1980
- Duo Puggioni
- Maria Giovanna Cherchi
- Paolo Fresu nell’album Jazzy Christmas, 2014
- Actores Alidos
- Orchestra Popolare Sarda diretta da Orlando Mascia